# Cinema rus i soviètic
El cinema rus i soviètic va ser durant molt de temps un dels més importants del cinema europeu. Ha conegut una important crisi durant els anys 1990 i compta, des de mitjans dels anys 2000, de nou entre les cinematografies europees més prolífiques.
La frase de Lenin, «el cinema és per a nosaltres, de tots els arts, el més important», va fer la volta al món. La pel·lícula d'Eisenstein El cuirassat Potemkin (1925), que posa en imatges la Revolució russa de 1905, figura sempre al primer rang del panteó dels historiadors del cinema.
El cinema soviètic ha donat lloc a diverses interpretacions que s'han enfocat, o sobre el cinema com a obra d'art, el cinema com a propaganda o el cinema com a objecte d'espectacle. La fama mundial del cinema mut soviètic revolucionari ha emmascarat tanmateix l'existència, sota el règim tsarista, d'un ric cinema rus, avui descobert per les filmoteques.

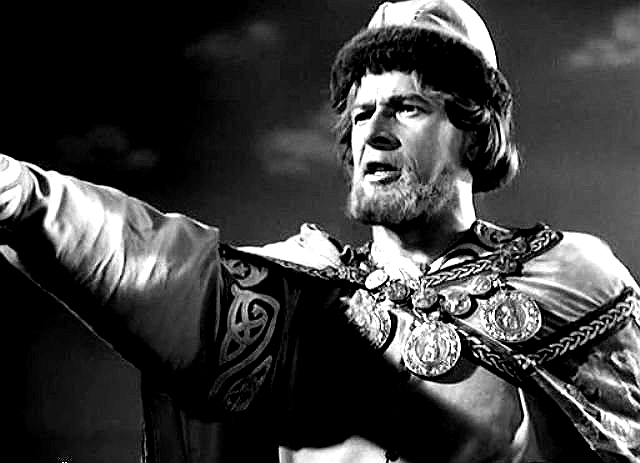
Nikolai Txerkàssov

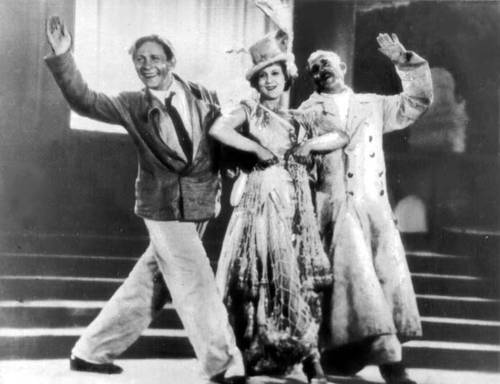
Liubov Orlova al mig

## Període tsarista

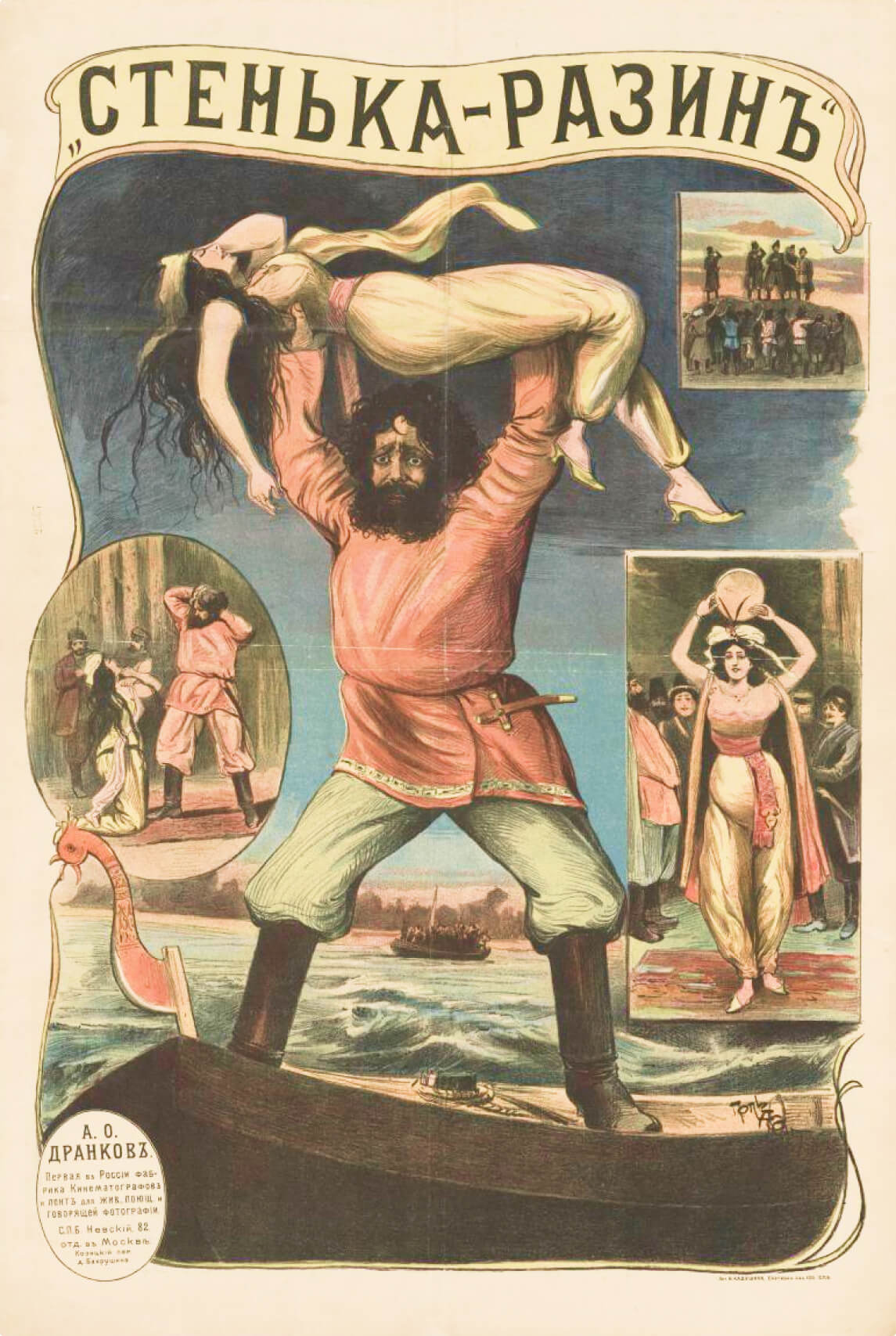
El cartell original de Stenka Razin, primera pel·lícula russa, 1908

El 1896 van ser projectades les primeres pel·lícules (dels Germans Lumière) a Rússia, a Moscou i a Sant Petersburg. El mateix any, el maig, la primera pel·lícula rodada (pels enviats dels Lumière) és un documental que tracta de la coronació de Nicolau II de Rússia al Kremlin. S'obren nombroses sales de cinema, on es poden veure petites pel·lícules, actualitats, pel·lícules d'aficionats o farses. El 1908 és la data del primer curtmetratge rus: Stenka Razin de Vladímir Romàixkov, pel·lícula consagrada al cosac ben conegut dels russos, que immediatament té molt d'èxit. El cinema coneix un boom econòmic, són produïdes moltes pel·lícules, i com en altres països, els intel·lectuals es divideixen. Heus aquí el que en deia Tolstoi el 1908: «Veurà com aquesta petita màquina que roda fent clic-clac revolucionarà la nostra vida».
El 1910, Vladislav Starévitx realitza la primera pel·lícula d'animació russa: Lucanus Cervus, rodada amb insectes naturalitzats. És el començament d'una llarga tradició extremadament rica que s'escamparà a tots els països d'Europa de l'Est.
Dels títols produïts abans de la revolució de 1917, destaca Anna Karènina de Vladímir Gardin (1914), La dama de piques de Iàkov Protazànov (1916), El pare Serguei, també de Protazànov (1917), La vida en la mort (1914) i El toc d'alarma (1917) de Ievgueni Bauer.
D'aquest període, només el 10% de les obres han sobreviscut, ja que les «còpies nitrades» s'han fet malbé i a més, les productores les tenien en mediocre estima i no han estat conservades.

## Període soviètic

### 1917-1929: heteròclit, en ebullició i avantguardista

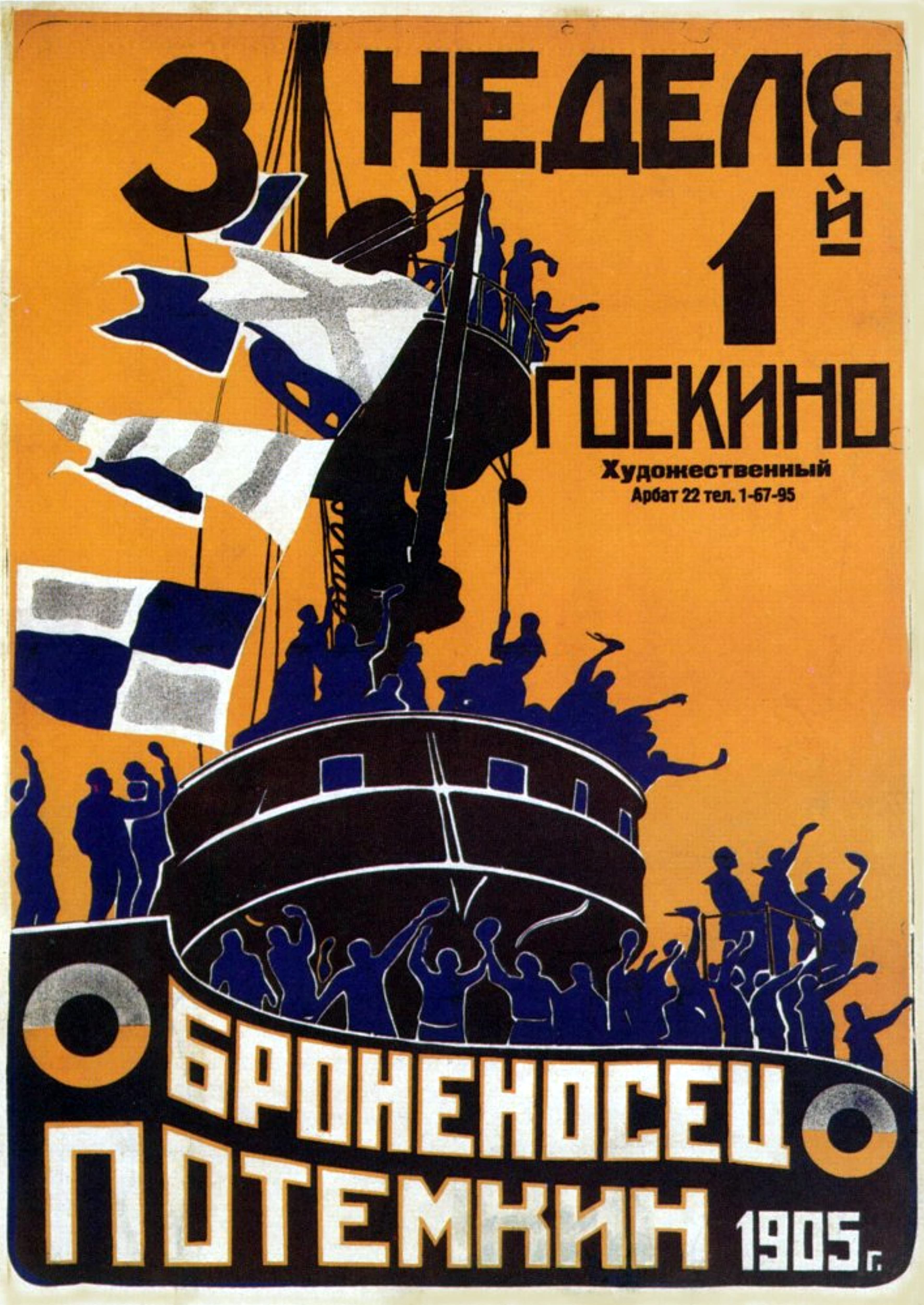
El cartell dEl cuirassat Potemkin

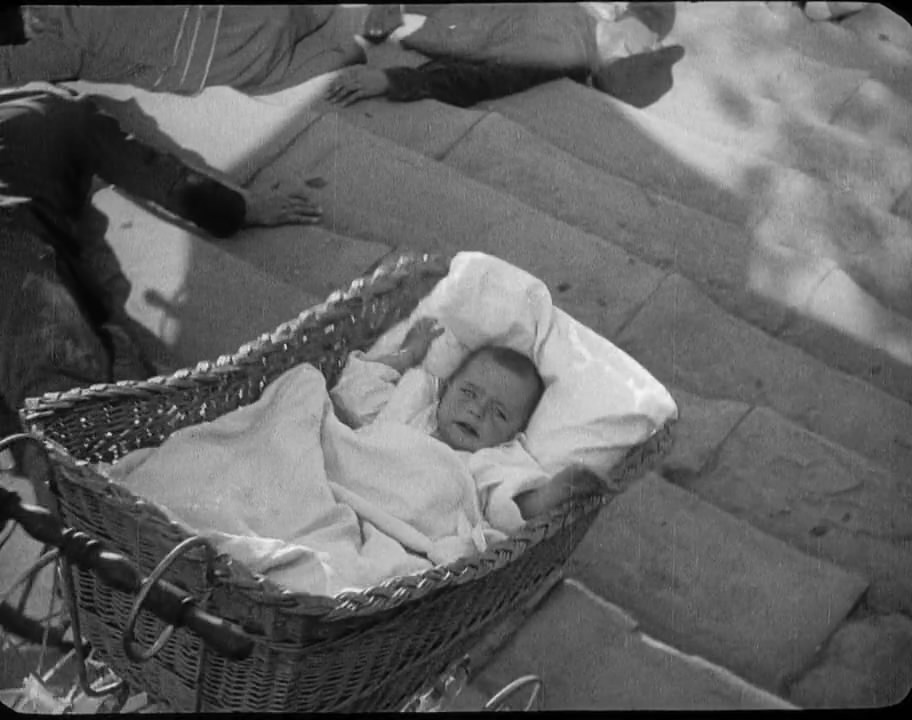
El cotxet de l'escena de les escales dEl cuirassat Potemkin

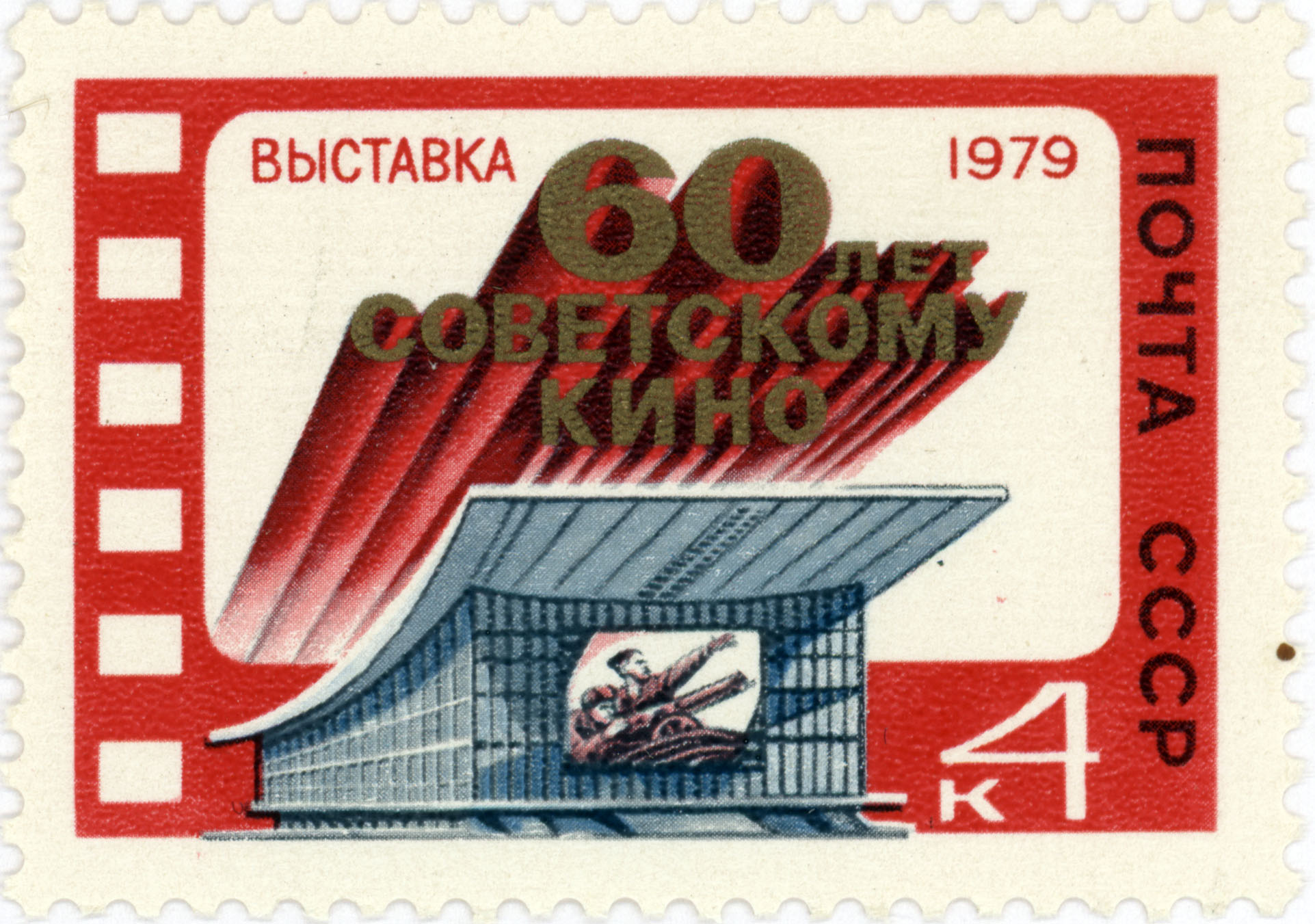
Seixantè aniversari del cinema soviètic

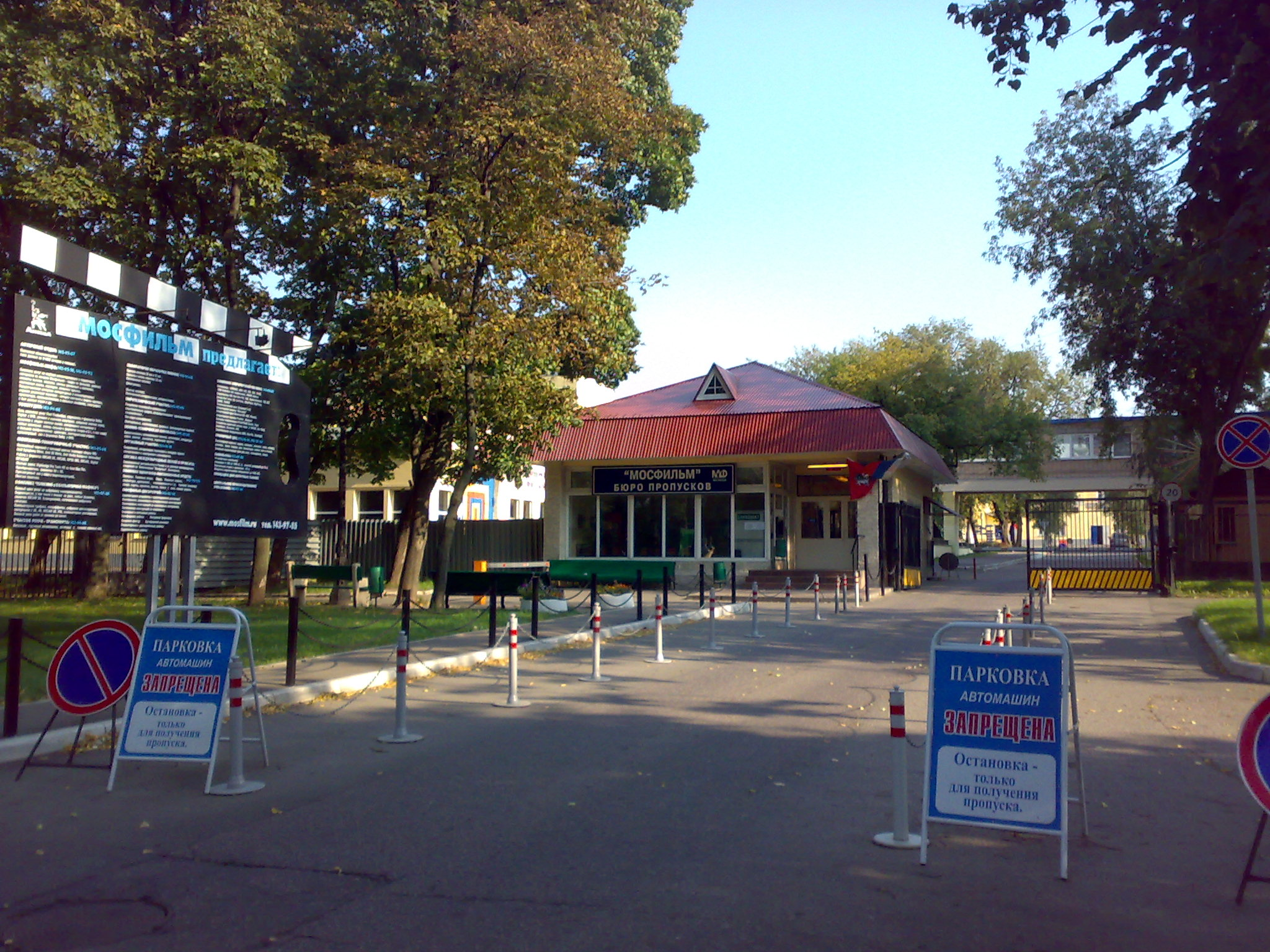
Entrada dels estudis de la Mosfilm

Pel decret del 27 d'agost de 1919, el nou règim nacionalitza la producció i la distribució cinematogràfiques, canviant així la història del cinema, ja que els anys que segueixen veuran emergir un cinema d'estat (extremadament ben finançat i revalorat, però igualment censurat) que és al mateix temps un dels cinemes més innovadors de la seva època. Lenin declara que el cinema és per a nosaltres, de totes les arts, la més important i Trotski ho rebla el 1924: Quan els nostres poblets tinguin cinemes, estarem llestos per acabar la construcció del socialisme. Els bolxevics comparteixen una idea estesa que el cinema permet educar, oficialment fer accessible la literatura clàssica rusa o mundial però oficiosament, de ser un instrument de propaganda no igualat.

### El cinema rus,objecte mític
Per a Myriam Tsikounas vuit cineastes-teòrics han transformat el mut soviètic en objecte mític: Lev Kuleixov, Dovjenko, Vsèvolod Pudovkin, Eisenstein, Abram Róom, Vèrtov, Kózintsev i Leonid Trauberg. El 1919, es crea a Moscou la primera escola de cinema del món: el VGIK. Kuleshov en serà el director el 1920 i elabora les seves teories del muntatge en el seu Laboratori experimental. El nou cinema soviètic es beneficia de les nombroses experiències de les avantguardes artístiques que han marcat els últims anys del tsarisme (futurisme i constructivisme en les belles arts, formalisme en literatura...).
Realitzadors com Serguei Eisenstein, Vsèvolod Pudovkin i Aleksandr Dovjenko signen les seves primeres pel·lícules en els anys 1920. Eisenstein realitza el seu primer llargmetratge, La vaga (1925), a l'edat de vint-i-sis anys, però és el seu segon, El cuirassat Potemkin, que li aporta el renom internacional. La destacable escenificació de la massacre dels manifestants sobre les immenses escales d'Odessa aporta la prova que el cinema pot igualar les altres arts. Eisenstein realitza llavors una pel·lícula encara més ambiciosa, Octubre (1927), per celebrar el desè aniversari de la revolució de 1917.
Dziga Vèrtov és un cineasta soviètic d'avantguarda que, oposant-se a un cinema dramàtic i literari (una història, actors, decorats), privilegia el muntatge-moviment de la realitat. A la seva pel·lícula experimental Cheloviek s Kinoapparatom, oposa, al "cinema-puny" d'Eisenstein, la seva concepció del "cinema-ull", seguint el desenvolupament de la vida en una gran ciutat russa, durant una jornada.
Serguei Bondartxuk realitza amb el seu monumental Guerra i pau la síntesi del llenguatge cinematogràfic del segle xx. La seva influència, a escala mundial, serà considerable.
El cinema soviètic agrega les competències i la creativitat d'artistes de les diferents repúbliques de l'URSS. En el seu Atlas du cinéma, André Z. Labarrère recorre fins i tot al terme «osmosi» per evocar la cooperació entre les diferents cinematografies. Més enllà de la importància central del component rus, cal també comptar amb la vitalitat del cinema ucraïnès i del cinema georgià.

#### Les comèdies de la NEP
Totes les pel·lícules soviètiques no són avantguardistes. Sota la NEP, sorgeixen nombroses comèdies com Aelita, La felicitat jueva o Dents de Serguei Iutkèvitx. Entre aquestes pel·lícules El petó de Mary Pickford de Serguei Komarov posa en escena els actors americans Mary Pickford i Douglas Fairbanks que troben en una visita als estudis russos una jove actriu desitjosa d'entrar en la carrera...

### 1929-1953: el gir ideològic del cinema rus
1929 és per a Myriam Tsikounas el moment del gir ideològic del cinema soviètic encara que precisi que en l'aspecte estètic, en canvi, els corrents que han aparegut el 1924, indiferents a les ordres estatals, subsisteixen fins a 1935.
Els anys 1936-1938 són anys difícils per la presència de Nikolai Iejov al capdavant de l'NKVD. El 1940 La llei de la vida de Stolper i Ivànov, sobre un guió d'Avdeienko, és prohibida. La pel·lícula mostra una vesprada estudiants a la facultat de medicina que beuen. La pel·lícula no li agrada a Stalin que fa anar els directors i el guionista al Kremlin el 9 de setembre de 1940. Un bon noi de Borís Barnet és prohibida el 1943.
La segona part d'Ivan el terrible d'Eisenstein és prohibit el març de 1946. La tercera part no es roda. Llavors, basant-se en les fortes restriccions ideològiques, alguns directors, com Aleksandr Ptuixkó (La volta al món de Sadko) o Guennadi Kazanski, privilegien el cinema per a nens. Per contra, les pel·lícules de Mikheïl Txiaureli, director lloador del règim, es beneficien de les majors atencions. La caiguda de Berlín amb Mikheïl Guelovani (actor que interpreta sovint Stalin a la pantalla) veu la llum el 1949.
D'agost a setembre de 1946, comença el que els russos diuen la "Jdànovxtxina" d'Andrei Jdànov i es tradueix en la producció cinematogràfica amb una nova volta de vis. La censura és organitzada per tres tipus d'actors: el Comitè Central del PCUS (especialment en la direcció del l'agitprop), el ministeri del Cinema i els professionals mateixos (aquests últims es reuneixen al Consell artístic del ministeri del Cinema). El període estalinista és anomenat pels soviètics l'Època malokartiniana (l'època de la manca de pel·lícules), ja que la producció cinematogràfica hi ha perdut del seu atractiu.

### 1953-1985: el desgel del cinema soviètic
El període que segueix la mort de Stalin és considerada com "el Renaixement del cinema soviètic" però Natacha Laurent relativitza aquesta expressió i parla d'un desgel feble. Sempre segons aquesta historiadora, sembla que el cinema soviètic sortit del "realisme soviètic estèril i conformista" dels anys 1930 i de l'Època malokartiniana.
La rivalitat Est-Oest és sempre perceptible en relació amb les tries dels temes: per exemple, directors russos intenten adaptar de la millor manera possible al cinema els grans estàndards de la literatura europea Grigori Kózintsev és el cineasta més vist per a les seves múltiples adaptacions (sobretot un Don Quixot el 1957).

### 1985-1991: cinema i Perestroika
Amb la Perestroika, els muntatges financers de les produccions cinematogràfiques evolucionen. Els estudis sempre són dividits en Unitats de producció agrupades però aquestes Unitats podran ja aleshores signar un contracte amb patrocinadors. Aquests últims no són obligatòriament empreses del món de la producció cinematogràfica. Es tracta d'una voluntat de posar fi als encàrrecs d'Estat fins i tot si aquests continuen de vegades sota el camuflatge de l'empresa-patrocinador: Soiuz (empresa pilotada per l'Estat) produeix les pel·lícules de Vadim Abdraxítov (Armavir) en els estudi Mosfilm.

## Després de la fi de l'URSS
Després de la fi de la Unió Soviètica, diversos cineastes russos són premiats en els grans festivals internacionals, com Nikita Mikhalkov amb Urga el 1991.
El 1998, Aleksei Balabànov revisita la història del cinema rus amb Pro uródov i liudei (lit. Sobre monstres i homes), una pel·lícula rodada "a la manera" de les pel·lícules dels anys 1920, període puixant per a les arts. No és la gran història que tria sinó l'univers de les primeres pel·lícules eròtiques, de la violència crua i de la maldat gratuïta.
Malgrat la caiguda de la Unió Soviètica, el cinema rus amb prou feines s'exporta. Per exemple, Pàvel Lunguín és un dels rars directors russos que veu les seves pel·lícules distribuïdes a l'estranger. Amb la seva òpera prima, Taxi Blues (Taksi-Bliuz), aconsegueix el Premi a la millor direcció del Festival de Canes el 1990. El 2003, la seva pel·lícula Un nou rus guanya el Premi especial del Jurat del Festival de cinema policíac de Cognac. El 2005 Famílies en venda mostra immigrants russos que troben les seves arrels en un poble que no és el de la seva infantesa contràriament al que els fa creure Édik.

## Tècniques cinematogràfiques
El cinema soviètic es va caracteritzar per la utilització de tècniques cinematogràfiques innovadores i experimentals. Aquestes tècniques, desenvolupades i explotades per grans directors del cinema soviètic com Sergei Eisenstein, Vsevolod Pudovkin o Dziga Vertov, van tenir un gran impacte en el desenvolupament del cinema modern.
Una tècnica cinematogràfica clau utilitzada pels directors soviètics va ser el muntatge associatiu. Aquesta tècnica, desenvolupada per Eisenstein, involucra la combinació d'imatges i sons basada en la relació entre elements visuals i auditius per transmetre una sensació de significat més profunda. Això es va assolir mitjançant la combinació d'imatges successives amb una estructura més o menys simètrica, que produïa un impacte emocional i una sensació de força narrativa.
Una altra tècnica cinematogràfica destacada va ser el muntatge paral·lel. Aquesta tècnica va ser desenvolupada per Pudovkin i consistia en la combinació de dues trames paral·leles per produir una sensació de sincronització entre elles. Això va permetre als directors soviètics crear una narrativa més rica i profunda.
Finalment, el cinema soviètic també va fer servir el cinema documental per expressar les seves idees. Això va ser particularment el cas amb Dziga Vertov, que va ser un dels primers cineastes a utilitzar la tècnica del documental per explicar històries i expressar les seves opinions polítiques. Va utilitzar un estil de muntatge únic que combinava elements visuals, auditius i narratius per crear un punt de vista únic.

## Pel·lícules soviètiques més destacades
Vegeu també: Líders de la taquilla soviètica
| Any     | Títol en català o traducció literal                                               | Títol original                                             | Director                            | Nom rus                             |
| ------- | --------------------------------------------------------------------------------- | ---------------------------------------------------------- | ----------------------------------- | ----------------------------------- |
| 1908    | Stenka Razin                                                                      | Стенька Разин                                              | Vladímir Romàixkov                  | Владимир Ромашков                   |
| 1911    | La defensa de Sebastòpol                                                          | Оборона Севастополя                                        | Vassili Gontxarov                   | Василий Гончаров                    |
| 1914    | Els testimonis muts                                                               | Немые свидетели                                            | Evgueni Bauer                       | Евгений Бауэр                       |
| 1915    | Després de la mort                                                                | После смерти                                               | Evgueni Bauer                       | Евгений Бауэр                       |
| 1916    | La dama de piques                                                                 | Пиковая дама                                               | Iàkov Protazànov                    | Яков Протазанов                     |
| 1917    | El cigne moribund                                                                 | Умирающий лебедь                                           | Evgueni Bauer                       | Евгений Бауэр                       |
| 1921    | La falç i el martell                                                              | Серп и молот                                               | Vladímir Gardin                     | Владимир Гардин                     |
| 1924    | Les aventures extraordinàries del senyor Vest al país dels bolxevics              | Необычайные приключения мистера Веста в стране Большевиков | Lev Kuleixov                        | Лев Кулешов                         |
| 1924    | '''''Aelita'''''                                                                  | Аэлита                                                     | Iàkov Protazànov                    | Яков Протазанов                     |
| 1925    | La vaga                                                                           | Стачка                                                     | Serguei Eisenstein                  | Сергей Эйзенштейн                   |
| 1925    | El cuirassat Potemkin                                                             | Броненосец Потёмкин                                        | Serguei Eisenstein                  | Сергей Эйзенштейн                   |
| 1926    | La mare                                                                           | Мать                                                       | Vsévolod Pudovkin                   | Всеволод Пудовкин                   |
| 1926    | Segons la llei                                                                    | По закону                                                  | Lev Kuleixov                        | Лев Кулешов                         |
| 1926    | El capot                                                                          | Шинель                                                     | Grigori Kózintsev                   | Григорий Козинцев                   |
| 1927    | Octubre: Els deu dies que van commoure el món                                     | Октябрь (Десять дней, которые потрясли мир)                | Serguei Eisenstein                  | Сергей Эйзенштейн                   |
| 1927    | La noia amb la capsa de barrets                                                   | Девушка с коробкой                                         | Boris Barnet                        | Борис Барнет                        |
| 1927    | La caiguda de la dinastia Romànov                                                 | Падение династии Романовых                                 | Esfir Xub                           | Эсфирь Шуб                          |
| 1927    | El final de Sant Petersburg                                                       | Конец Санкт-Петербурга                                     | Vsévolod Pudovkin                   | Всеволод Пудовкин                   |
| 1928    | L'herència de Genguis Khan, coneguda també per Tempesta sobre Àsia                | Потомок Чингис-Хана                                        | Vsévolod Pudovkin                   | Всеволод Пудовкин                   |
| 1929    | L'home amb la càmera                                                              | Человек с киноаппаратом                                    | Dziga Vértov                        | Дзига Вертов                        |
| 1930    | Zemlia                                                                            | Зeмля                                                      | Aleksandr Dovjenko                  | Александр Довженко                  |
| 1932    | El contre-pla                                                                     | Встречный                                                  | Serguei Iutkévitx i Frídrikh Érmler | Сергей Юткевич i Фридрих Эрмлер     |
| 1934    | Txapàiev                                                                          | Чапаев                                                     | Els germans Vassíliev               | Братья Васильевы                    |
| 1935    | La joventut de Maksim                                                             | Юность Максима                                             | Grigori Kózintsev i Leonid Trauberg | Григорий Козинцев i Леонид Трауберг |
| 1938    | Alexandre Nevski                                                                  | Александр Невский                                          | Serguei Eisenstein                  | Сергей Эйзенштейн                   |
| 1944-46 | Ivan el Terrible                                                                  | Иван Грозный                                               | Serguei Eisenstein                  | Сергей Эйзенштейн                   |
| 1946    | La flor de pedra                                                                  | Каменный цветок                                            | Aleksandr Ptuixkó                   | Александр Птушко                    |
| 1952    | Sadkó                                                                             | Садко                                                      | Aleksandr Ptuixkó                   | Александр Птушко                    |
| 1955    | El grill                                                                          | Попрыгунья                                                 | Samson Samsónov                     | Самсон Самсонов                     |
| 1955    | Otel·lo                                                                           | Отелло                                                     | Serguei Iutkévitx                   | Сергей Юткевич                      |
| 1955    | Ilià Múromets                                                                     | Илья Муромец                                               | Aleksandr Ptuxko                    | Александр Птушко                    |
| 1956    | La nit de Carnaval                                                                | Карнавальная ночь                                          | Eldar Riazànov                      | Эльдар Рязанов                      |
| 1956    | La mare                                                                           | Мать                                                       | Mark Donskoi                        | Марк Донской                        |
| 1957    | Les grues volen                                                                   | Летят журавли                                              | Mikhaïl Kalatózov                   | Михаил Калатозов                    |
| 1958    | El Don de plàcides aigües (adaptació de la novel·la homònima de Mikhaïl Xólokhov) | Тихий Дон                                                  | Serguei Gueràssimov                 | Сергей Герасимов                    |
| 1959    | El destí d'un home (adaptació de la novel·la homònima de Mikhaïl Xólokhov)        | Судьба человека                                            | Serguei Bondartxuk                  | Сергей Бондарчук                    |
| 1959    | La balada d'un soldat                                                             | Баллада о солдате                                          | Grigori Txukhrai                    | Григорий Чухрай                     |
| 1962    | La infància d'Ivan                                                                | Иваново детство                                            | Andrei Tarkovski                    | Андрей Тарковский                   |
| 1964    | Tinc vint anys                                                                    | Застава Ильича                                             | Marlen Khutsíev                     | Марлен Хуциев                       |
| 1964    | Ombres dels ancestors oblidats                                                    | Тени забытых предков                                       | Serguei Paradjànov                  | Сергей Параджанов                   |
| 1965    | El feixisme ordinari                                                              | Обыкновенный фашизм                                        | Mikhaïl Romm                        | Михаил Ромм                         |
| 1965    | L'operació "I" i altres aventures de Xúrik                                        | Операция «Ы» и другие приключения Шурика                   | Leonid Gaidai                       | Леонид Гайдай                       |
| 1965/67 | Guerra i pau (adaptació de la novel·la homònima de Lev Tolstoi)                   | Война и мир                                                | Serguei Bondartxuk                  | Сергей Бондарчук                    |
| 1966    | Andrei Rubliov                                                                    | Андрей Рублёв                                              | Andrei Tarkovski                    | Андрей Тарковский                   |
| 1967    | Anna Karènina (adaptació de la novel·la homònima de Lev Tolstoi)                  | Анна Каренина                                              | Aleksandr Zarkhí                    | Александр Зархи                     |
| 1967    | La captiva del Caucas, o Les noves aventures de Xúrik                             | Кавказская пленница, или Новые приключения Шурика          | Leonid Gaidai                       | Леонид Гайдай                       |
| 1968    | El bràç de brilliant                                                              | Бриллиантовая рука                                         | Leonid Gaidai                       | Леонид Гайдай                       |
| 1969    | Llar de la petita noblesa (adaptació de la novel·la homònima d'Ivan Turguénev)    | Дворянское гнездо                                          | Andrei Mikhalkov-Kontxalovski       | Андрей Михалков-Кончаловский        |
| 1969    | L'alliberament                                                                    | Освобождение                                               | Iuri Ózerov                         | Юрий Озеров                         |
| 1970    | Waterloo                                                                          | Ватерлоо                                                   | Serguei Bondartxuk                  | Сергей Бондарчук                    |
| 1970    | Oncle Vània (adaptació de la peça homònima d'Anton Txékhov)                       | Дядя Ваня                                                  | Andrei Mikhalkov-Kontxalovski       | Андрей Михалков-Кончаловский        |
| 1972    | Solaris                                                                           | Солярис                                                    | Andrei Tarkovski                    | Андрей Тарковский                   |
| 1973    | Ivan Vassílievitx canvia de professió                                             | Иван Васильевич меняет профессию                           | Leonid Gaidai                       | Леонид Гайдай                       |
| 1974    | L'espill                                                                          | Зеркало                                                    | Andrei Tarkovski                    | Андрей Тарковский                   |
| 1975    | La Ironia del Destí, o Que li senti bé el bany!                                   | Ирония судьбы, или С лёгким паром!                         | Eldar Riazànov                      | Эльдар Рязанов                      |
| 1977    | Idil·li d'oficina                                                                 | Служебный роман                                            | Eldar Riazànov                      | Эльдар Рязанов                      |
| 1979    | Els pirates del segle XXI                                                         | Пираты XX века                                             | Borís Dúrov                         | Борис Дуров                         |
| 1979    | Moscou no creu en les llàgrimes                                                   | Москва слезам не верит                                     | Vladímir Menxov                     | Владимир Меньшов                    |
| 1979    | Stàlker                                                                           | Сталкер                                                    | Andrei Tarkovski                    | Андрей Тарковский                   |
| 1981    | L'acomiat de Matiora (basada en una novel·la de Valentín Rasputin)                | Прощание                                                   | Elem Klimov                         | Элем Климов                         |
| 1982    | Campanes roges. Mèxic en flames                                                   | Красные колокола. Фильм 1. Мексика в огне                  | Serguei Bondartxuk                  | Сергей Бондарчук                    |
| 1983    | Campanes roges. Vaig veure néixer un nou món                                      | Красные колокола. Фильм 2. Я видел рождение нового мира    | Serguei Bondartxuk                  | Сергей Бондарчук                    |
| 1985    | Vine i mira                                                                       | Иди и смотри                                               | Elem Klímov                         | Элем Климов                         |
| 1989/96 | Iermak (capítols 1-5)                                                             | Ермак                                                      | Valeri Uskov                        | Валерий Усков                       |
| 1990    | Taxi-blues                                                                        | Такси-блюз                                                 | Pàvel Lunguín                       | Павел Лунгин                        |
| 1991    | Urga                                                                              | Урга                                                       | Nikita Mikhalkov                    | Никита Михалков                     |

## Actors soviètics més populars

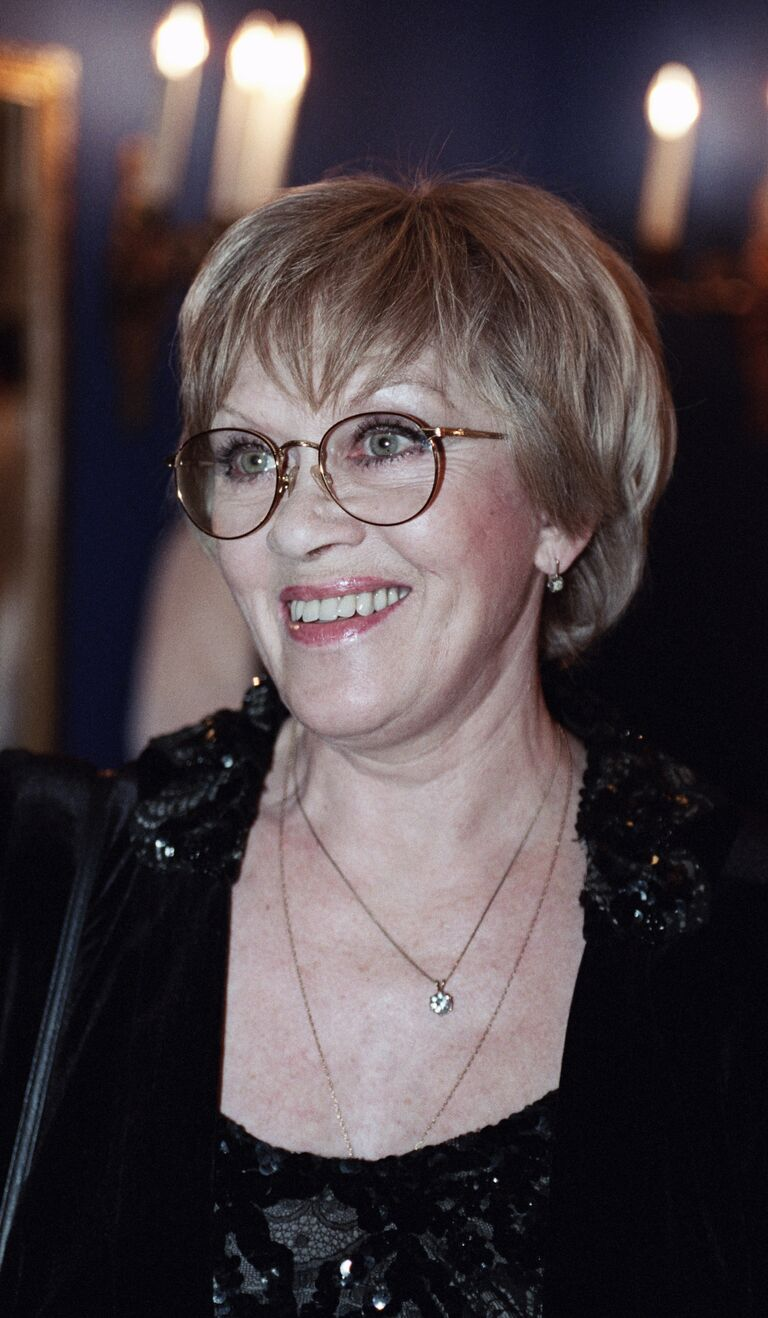
L'actriu Alissa Fréindlikh, filla de l'actor popular Bruno Fréindlikh

Entre els actors soviètics més populars del període de cinema mut (la dècada de 1920 i els principis de la dècada de 1930) es poden destacar Ígor Ilinski i Anatoli Którov, que després van continuar la seva carrera cinematogràfica en cinema sonor. Al començament de l'època sonora, a la dècada de 1930, va aparèixer una veritable plèiade d'actors de la nova formació "sonora": Nikolai Kriutxkov, Borís Andréiev, Piotr Aléinikov, Serguei Stoliarov, Evgueni Samóilov, Mikhaïl Jàrov, Borís Bàbotxkin, Nikolai Txerkàssov o Borís Txirkov. A la dècades de 1940 i 1950, es destaquen Vladímir Zeldin, Vassili Merkúriev, Pàvel Kàdotxnikov, Aleksei Gríbov, Oleg Strijénov, Leonid Kharitónov, Nikolai Ríbnikov, Rostislav Pliatt, Gueorgui Vitsin o Mikhaïl Kozakov. A les dècades de 1960 i 1980 van ser molt coneguts Aleksei Batàlov, Innokenti Smoktunovski, Viatxeslav Tíkhonov, Mikhaïl Uliànov, Vassili Lanovoi, Vassili Xukxín, Gleb Strijénov, Andrei Miagkov, Stanislav Liubxín, Iuri Iàkovlev, Oleg Iefrémov, Andrei Mirónov, Anatoli Papànov, Rolan Bíkov, Aleksandr Kaliaguin, Leonid Bíkov, Ievgueni Leónov, Leonid Kuravliov, Iuri Solomin, Oleg Bassilaixvili, Oleg Boríssov, Aleksei Petrenko, Kiril·l Lavrov, Nikita Mikhalkov, Vladislav Dvorjetski, Oleg Tabakov, Ievgueni Ievstignéiev, Oleg Dal, Vladímir Vissotski, Vassili Livànov, Andrei Martínov, Ievgueni Matvéiev, Donatas Banionis, Jüri Järvet, Aleksei Solonitsin, Valentín Gaft, Aleksandr Kaidanovski, Vàtslav Dvorjetski, Vitali Solomin, Nikolai Grinkó, Vakhtang Kikabidze, Frúnzik Mkrttxan, Borislav Brondukov, Aleksandr Abdúlov, Oleg Iankovski, Mikhaïl Púgovkin, Iuri Nikulin, Saveli Kràmarov, etc.
Entre les actrius populars del cinema soviètic de diversos anys es destaquen: Liubov Orlova, Marina Ladínina, Tamara Makàrova, Lídia Smirnova, Zoia Fiódorova, Faïna Ranévskaia, Valentina Serova, Liudmila Tselikóvskaia, Klara Lutxkó, Liudmila Gúrtxenko, Al·la Lariónova, Tatiana Samóilova, Nonna Mordiukova, Inna Makàrova, Anastassia Vertínskaia, Tatiana Péltser, Rina Zeliónaia, Maria Mirónova, Liudmila Gúrrxenko, Tatiana Dorónina, Inna Txúrikova, Iekaterina Vassílieva, Vija Artmane, Natàlia Gúndareva, Svetlana Kriutxkova, Margarita Térekhova, Ievguénia Símonova, Marina Neiólova, Alissa Fréindlikh, Galina Polskikh, Svetlana Nemoliàieva, Lia Akhedjàkova, Natàlia Fatéieva, Vera Aléntova, Ielena Tsiplakova, Ielena Próklova, Natàlia Bondartxuk, Aleksandra Iàkovleva, Larissa Golúbkina, Liubov Polisxuk, etc.

## Principals estructures cinematogràfiques soviètiques
Els soviètics van nacionalitzar els estudis de cinema com el creat a Sant Petersburg per Vladislav Karpinski: Lenfilm.
Els estudis de produccions més importants de l'era soviètica són els següents (per ordre alfabètic):
- Belarusfilm (Minsk)
- Estudis Dovjenko (Kíev)
- Estudis Gorki, abans Mejrabpom (Moscou)
- Estudis d'Odessa (Odessa)
- Estudi de cinema Sverdlovsk (Iekaterinburg)
- Lenfilm (Leningrad): Aquí van ser rodades, per exemple, les pel·lícules de Grigori Kózintsev.
- Mosfilm (Moscou): Aquí van ser rodades, entre d'altres, les pel·lícules de Grigori Aleksàndrov.